# Осуджи, Винс
Винс Чиджиоке Осуджи (англ. Vince Chijioke Osuji; род. 6 апреля 2006) — нигерийский футболист, защитник клуба «Брюгге».

## Клубная карьера
Является воспитанником нигерийской футбольной академии «Де Кардинал». Осенью 2022 года был замечен скаутами шведского «Кальмара» и летом 2023 года был приглашён на просмотр в клуб. В апреле 2024 года подписал с «Кальмаром» контракт, рассчитанный на пять лет. О трансфере было объявлено в перерыве матча чемпионата Швеции с «Гётеборгом», состоявшегося 14 апреля. Дебютировал за клуб 7 июля в игре с АИК, появившись на поле в стартовом составе.

## Клубная статистика
| Выступление      | Выступление      | Выступление      | Лига | Лига | Кубки | Кубки | Конт. кубки | Конт. кубки | Итого | Итого |
| Клуб             | Лига             | Сезон            | Игры | Голы | Игры  | Голы  | Игры        | Голы        | Игры  | Голы  |
| ---------------- | ---------------- | ---------------- | ---- | ---- | ----- | ----- | ----------- | ----------- | ----- | ----- |
| Кальмар          | Алльсвенскан     | 2024             | 1    | 0    | 0     | 0     | 0           | 0           | 1     | 0     |
| Кальмар          | Итого            | Итого            | 1    | 0    | 0     | 0     | 0           | 0           | 1     | 0     |
| Всего за карьеру | Всего за карьеру | Всего за карьеру | 1    | 0    | 0     | 0     | 0           | 0           | 1     | 0     |